# Réserve naturelle de Skinnerflo
La réserve naturelle de Skinnerflo  est une réserve naturelle norvégienne et un site Ramsar  qui est située dans la municipalité de Fredrikstad dans le comté d'Østfold.

## Description
La réserve naturelle est située sur Skinnerflo, un lac se trouvant
dans les municipalités de Råde (comté d'Østfold) et Fredrikstad.
La zone a une superficie d'environ 1,53 km2, dont 0,055 km2 en zone maritime. concerne l'ensemble du lac ainsi que certaines des zones humides le long des berges et de la rivière Haugee jusqu'à la route départementale 112.
La zone est importante pour les oiseaux des zones humides, 73 espèces d'oiseaux différentes ont été enregistrées ici (dont 22 espèces de canards et 28 espèces d'échassiers). L'eau a le caractère d'un lac de plaine, ce qui le distingue des autres lacs riches en éléments nutritifs du comté. L'eau est assez peu profonde, l'Agence norvégienne de l'environnement indique 1,5 mètre comme la plus grande profondeur.
Il existe de nombreuses espèces de poissons dans l'eau. Le record norvégien de rotengle a été établi ici en juin 2011, avec 1,42 kg